# Heinkel He 100
Die Heinkel He 100 war ein deutsches Jagdflugzeug.

## Geschichte

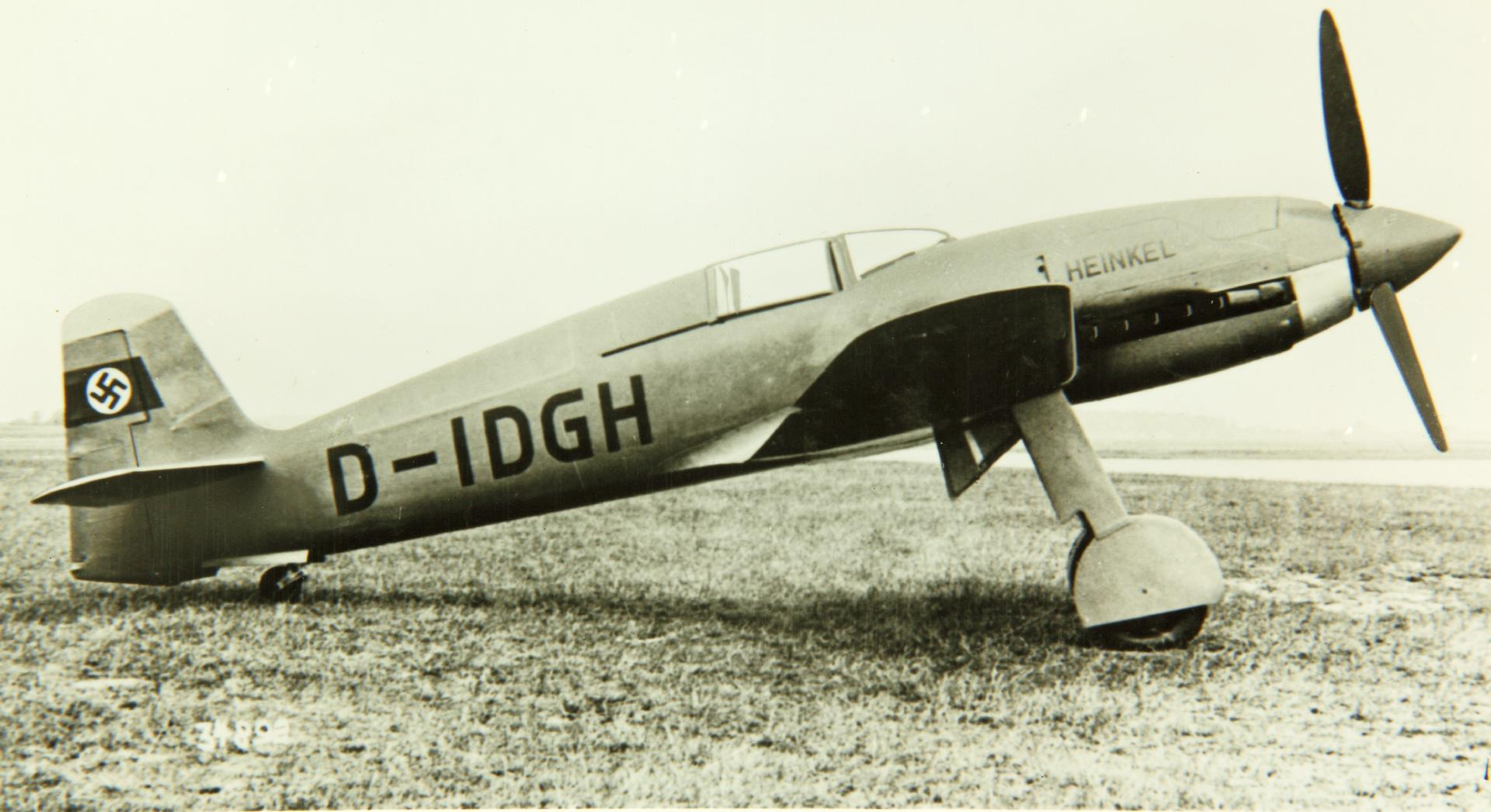
Heinkel He 100 V3 (WNr. 1904, D-IDGH), fälschlicherweise auch als He 100 V8 bezeichnet.

Nachdem Ernst Heinkel mit seiner Heinkel He 112 im vom Reichsluftfahrtministerium angesetzten Wettbewerb um das neue Standard-Jagdflugzeug der deutschen Luftwaffe von 1935 gegen die Messerschmitt Bf 109 unterlegen war, beauftragte er seine Konstrukteure Walter und Siegfried Günter mit der Entwicklung eines neuen Jagdflugzeuges, dessen Sollgeschwindigkeit über 700 km/h betragen sollte. Dieses Flugzeug hatte zunächst die Hersteller-interne Projektbezeichnung P 1035 und bekam später die RLM-Typennummer He 100 als amtliche Bezeichnung.

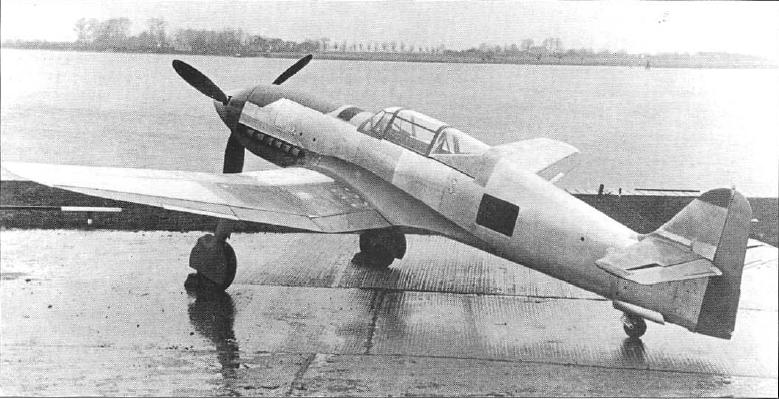
He 100 V 1, Rostock-Marienehe

Der Erstflug der He 100 V1 mit der Werknummer 1901 und dem Kennzeichen D-ISVR fand am 22. Januar 1938 mit Gerhard Nitschke statt. Die Maschine war mit einem DB-601-Motor von Daimler-Benz und einem neuartigen Oberflächenverdampfungskühler ausgestattet. Die verdampfte Kühlflüssigkeit wurde durch die gesamte Flügelfläche geleitet, um dort zu kondensieren. Diese neue Technik ersparte eine aerodynamisch ineffiziente Kühleröffnung – jedenfalls theoretisch, denn die Kühlung genügte zum Beispiel beim Start nicht für den großen V12-Motor. Aus diesem Grund versahen die Konstrukteure die Maschine nach dem ersten Flug mit größeren Kühlflächen und einem an der Rumpfunterseite ausfahrbaren Kühler, der während des Reisefluges komplett eingezogen werden konnte.
Der zweite Prototyp (W.-Nr. 1902, D-IUOS) führte den Erstflug am 17. Mai 1938 durch. Mit ihm konnte Ernst Udet am 5. Juni des Jahres mit 634 km/h einen ersten Geschwindigkeitsweltrekord dieses Typs auf einer 100-km-Strecke aufstellen.
Der achte Prototyp – die He 100 V8 – erreichte am 30. März 1939 mit einem stärkeren Motor, gestartet von Hans Dieterle vom Flugplatz der Heinkel-Werke Oranienburg, eine Durchschnittsgeschwindigkeit von 746,606 km/h, was damals den absoluten Geschwindigkeitsweltrekord bedeutete. Das Rekordflugzeug wurde dem Deutschen Museum gestiftet, aus Propagandagründen jedoch unter dem Namen He 112 U. Bei weiteren Versuchsmustern wurde festgestellt, dass die Oberflächenkühlung für stärkere Motoren, wie sie in der Bf 109 schon bald zum Einsatz kamen, unzureichend war und nicht erweitert werden konnte. Die He 100 stellte mit ihrer Oberflächenkühlung eine Sackgasse in der Entwicklung kolbenmotorgetriebener Jagdflugzeuge dar.

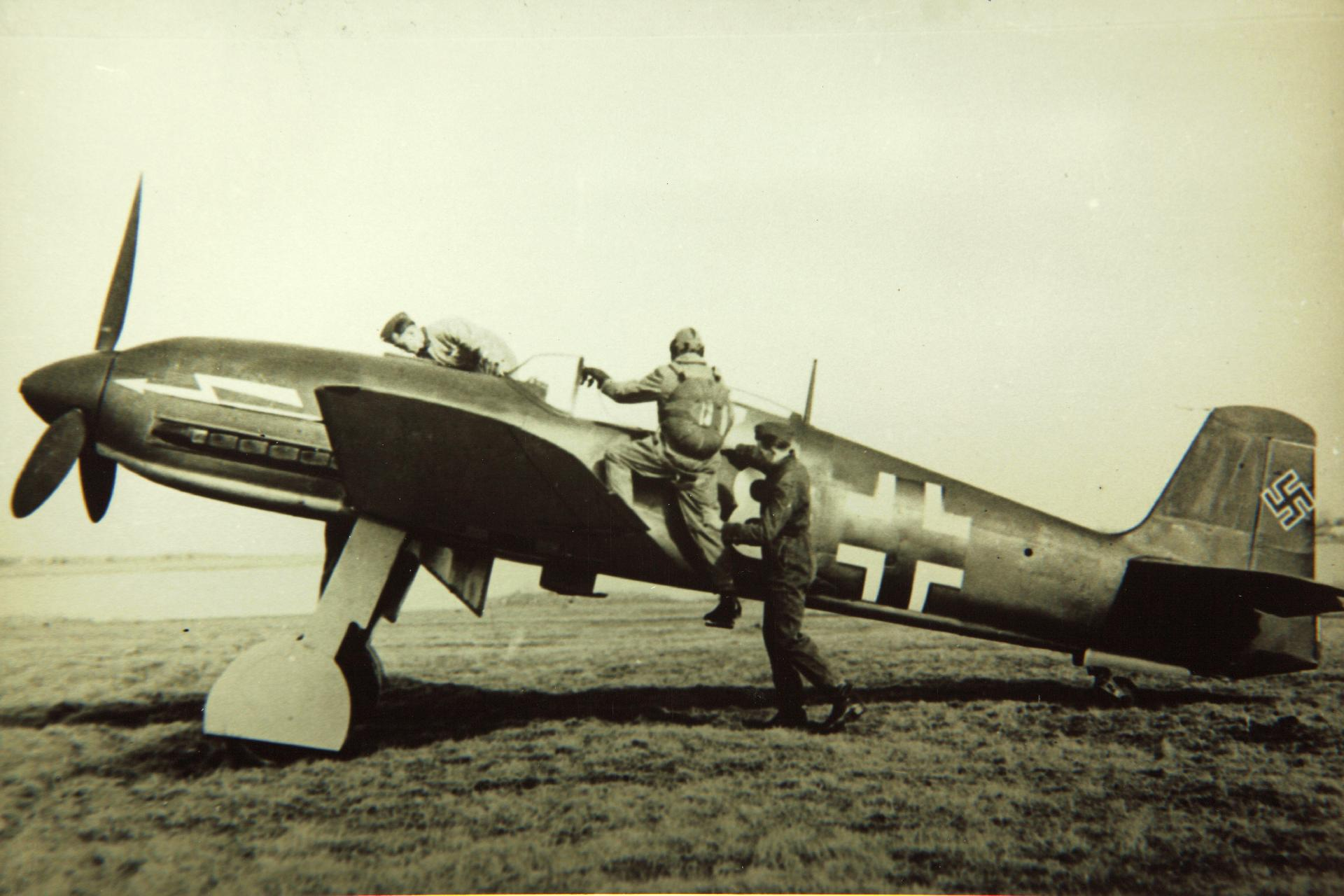
He 100 D

Da die Bf 109 bereits in Großserie produziert wurde, standen keine DB-601-Motoren mehr für einen Serienbau der He 100 zur Verfügung, obwohl die Maschine von Heinkel damals der Bf 109 in vielen Parametern deutlich überlegen war. Zu Exportzwecken bestellte das RLM bei Heinkel 25 Nullserienflugzeuge (W.-Nr. 3001–3025), die als He 100 D bezeichnet wurden. Nach dem Kriegsbeginn wurde festgelegt, dass nur die W.-Nr. 3001–3016 fertiggestellt werden sollten. Die W.-Nr. 3017–3019 wurden nur in Form von Ersatzteilen produziert, die weitere Serie abgebrochen. Die letzte He 100 D wurde im Juni 1940 ausgeliefert. Im Jahre 1940 wurden von den insgesamt 21 gebauten Flugzeugen zwei He 100 an Japan und zehn an die UdSSR verkauft. Die restlichen Maschinen bekamen einen schwarzen Anstrich und wurden bei den Heinkelwerken zur Luftverteidigung eingesetzt.
Einige der verbliebenen Flugzeuge der Vorserie He 100 A-0 wurden für Propagandazwecke eingesetzt, wobei sie als „He 113“ bezeichnet wurden.
Die aerodynamisch sehr günstige Oberflächenkühlung stand jedoch immer dem Problem der Beschussempfindlichkeit dieser Kühlung gegenüber. Es wurde zu Recht befürchtet, dass schon einzelne Treffer in der Tragfläche zum Verlust der Motorkühlung führen könnten. Damit wäre ein Rückflug hinter die eigenen Linien oft nur schwer vorstellbar gewesen. Dies war einer der Hauptgründe, warum das RLM die He 100 letztendlich trotz hervorragender Werte bei der Höchstgeschwindigkeit ablehnte. Ein weiterer Grund war die Auslastung der Heinkel-Werke mit der Bomberproduktion.

## Technische Daten
| Kenngröße             | Daten He 100 D                                                                     |
| --------------------- | ---------------------------------------------------------------------------------- |
| Besatzung             | 1                                                                                  |
| Länge                 | 8,20 m                                                                             |
| Spannweite            | 9,40 m                                                                             |
| Höhe in Fluglage      | 3,60 m                                                                             |
| Flügelfläche          | 14,60 m²                                                                           |
| Flügelstreckung       | 6,1                                                                                |
| Flächenbelastung      | 174 kg/m²                                                                          |
| Leermasse             | 1.810 kg                                                                           |
| Rüstmasse             | 2.010 kg                                                                           |
| Startmasse            | 2.500 kg                                                                           |
| Triebwerk             | 1 × Zwölfzylinder-V-Motor Daimler-Benz DB 601 M mit 1175 PS (865 kW) Startleistung |
| Propeller             | Dreiblatt                                                                          |
| Höchstgeschwindigkeit | 670 km/h                                                                           |
| Marschgeschwindigkeit | 550 km/h in 2.000 m Höhe                                                           |
| Landegeschwindigkeit  | 150 km/h                                                                           |
| Steigleistung         | 2,2 min auf 2.000 m Höhe 5,0 min auf 4.000 m Höhe 7,8 min auf 6.000 m Höhe         |
| Dienstgipfelhöhe      | 11.000 m                                                                           |
| Reichweite            | 1.000 km                                                                           |
| Startstrecke          | 365 m                                                                              |
| Bewaffnung            | 2 × 7,92-mm-MG 17 1 × 20-mm-Kanone MG FF oder 2 × 15-mm-MG 151                     |